# Pedro León Acosta
Pedro León Acosta Cortés (Sopó, 1874-Bogotá, post. 1953) fue un militar colombiano, que se desempeñó como el primer comisario (gobernador) de Arauca.

## Biografía
Nacido en Sopó en 1874, hijo de Anatolio Acosta y Agripina Cortés Mesa, estudió en el Colegio Mayor de San Bartolomé. Durante la Guerra de los Mil Días, se unió a las tropas conservadoras, y, gracias a su destacada actuación, fue designado jefe de operaciones en Cundinamarca y alcanzó el grado de general del Ejército a los 28 años. En las filas conservadoras trabó amistad con Jesús Casas Castañeda. Terminada la guerra, regresó a dirigir las haciendas de su familia en Cundinamarca.
Alcanzó reconocimiento nacional en marzo de 1906, al haber sido el autor intelectual del intento de magnicidio contra el presidente Rafael Reyes Prieto. El 10 de marzo de ese año León Acosta y otros seis conspiradores atacaron a tiros en Barrocolorado (Actual calle 45 con carrera 7a.), Bogotá, al carro en que se transportaban el presidente y su hija Sofía Reyes. Aunque de la conspiración se sabía desde hacía un año, León Acosta no había sido capturado y se había reunido con el presidente, quien había llegado a ofrecerle la dirección de la Policía Nacional. Acosta dirigió la conspiración al ver la llegada al poder de Reyes como una "tragedia para el país". Por su captura se ofrecieron 200 000 pesos.
Tras haber huido y escondido por 4 años, en 1910, derrocado el gobierno de Reyes, regresó a la vida pública. En 1911 fue designado por el presidente Carlos Eugenio Restrepo como comisario de Arauca, cargo equivalente al de gobernador. Menos de un año después renunció al cargo aduciendo razones familiares.
Presuntamente, también fue cómplice en el magnicidio del caudillo liberal Rafael Uribe Uribe.
Falleció en Bogotá.